# Caprella gracilipes
Caprella gracilipes is een vlokreeftensoort uit de familie van de Caprellidae. De wetenschappelijke naam van de soort is voor het eerst geldig gepubliceerd in 1864 door Grube.